# Châtillon-le-Duc
Châtillon-le-Duc è un comune francese di 1 992 abitanti situato nel dipartimento del Doubs nella regione della Borgogna-Franca Contea.

## Società

### Evoluzione demografica
Abitanti censiti